# Georges van der Poele
Georges van der Poele est un cavalier belge.
Il est double médaillé olympique d'équitation aux Jeux olympiques d'été de 1900 se tenant à Paris. Il remporte la médaille d'argent en saut d'obstacles sur Windsor Squire et la médaille de bronze en saut en hauteur sur Ludlow.